# ليزلي زين
ليزلي زين (بالإنجليزية: Lezley Zen)‏ من مواليد 19 فبراير 1974 هي ممثلة إباحية أمريكية.

## روابط خارجية
- ليزلي زين على موقع IMDb (الإنجليزية)
- ليزلي زين على موقع قاعدة بيانات الفيلم (الإنجليزية)
- ليزلي زين على موقع كينوبويسك (الروسية)